# ماهر الكنزاري
ماهر الكنزاري ولد بتونس العاصمة في 17 ماي 1973، لاعب كرة قدم تونسي، دولي. وهو حاليا ممرن.

## النوادي
لعب ماهر الكنزاري ضمن النوادي التالية:
- الملعب التونسي، فيما بين عامي 1990 و1997؛
- الترجي الرياضي التونسي، فيما بين جانفي 1997 وجانفي 2001؛
- أهلي جدة بالمملكة العربية السعودية: في جانفي 2001؛
- النصر الإماراتي بدبي في 2001 و2002؛
- نادي دبي في 2002 و2003.

## الألقاب
أحرز ماهر الكنزاري مع الفرق التي لعب معها على الألقاب التالية:
- كأس الاتحاد الأفريقي عام 1997؛
- كأس الأندية الإفريقية لأبطال الكؤوس : 1998.
- بطولة تونس أعوام 1998 و1999 و2000؛
- كأس تونس عام 1999

## مدرب
درّب ماهر الكنزاري:
- الفريق الوطني التونسي لما دون 17 سنة وذلك خلال عامي 2006 و2007؛
- الترجي الرياضي التونسي: كمساعد ممرن فيما بين 2007 ونوفمبر 2010، ثم عين مدربا رئيسيا ، قبل أن تقع إقالته يوم 27 ديسمبر 2010 وقد قاد الترجي في ثلاث مباريات انتهت اثنتان منها بالانتصار.

## روابط خارجية
- ماهر الكنزاري على موقع الاتحاد الدولي (مؤرشف)  (الإنجليزية)
- ماهر الكنزاري على موقع قاعدة بيانات كرة القدم.إي يو (الإنجليزية)
- ماهر الكنزاري على موقع ناشيونال فوتبول تيمز (الإنجليزية)
- ماهر الكنزاري على موقع Soccerway.com (الإنجليزية)
- ماهر الكنزاري على موقع كووورة
- ماهر الكنزاري على موقع أوليمبيديا (الإنجليزية)